# VV ONA in het seizoen 1956/57
Het seizoen 1956/1957 was het tweede jaar in het bestaan van de Goudse betaaldvoetbalclub ONA. De club kwam uit in de Tweede divisie B en eindigde daarin op de 13e plaats. Tevens deed de club mee aan het toernooi om de KNVB beker, hierin werd de club in de tweede ronde uitgeschakeld door Feijenoord (2–7).

## Wedstrijdstatistieken

### Tweede divisie B
|       | Baronie | DHC   | DOSKO | 't Gooi | Hilversum | N.E.C. | LONGA | RBC   | TOP   | UVS   | De Valk | Wilhelmina | Zeist | ZFC   |
| ----- | ------- | ----- | ----- | ------- | --------- | ------ | ----- | ----- | ----- | ----- | ------- | ---------- | ----- | ----- |
| Thuis | 2 – 2   | 2 – 3 | 2 – 3 | 3 – 3   | 2 – 2     | 1 – 4  | 3 – 0 | 1 – 6 | 4 – 2 | 2 – 2 | 8 – 6   | 1 – 0      | 2 – 1 | 4 – 2 |
| Uit   | 4 – 1   | 3 – 1 | 5 – 2 | 2 – 2   | 5 – 0     | 2 – 1  | 1 – 3 | 5 – 1 | 3 – 2 | 0 – 2 | 3 – 1   | 0 – 0      | 2 – 2 | 6 – 0 |

### KNVB beker
| 1e ronde                                               | DHL                                                                              | 2 – 3 (1 – 2) | ONA                                    |
| 19 augustus 1956 Plaats: Delft Sportpark DHL           | Van Dam Jansen                                                                   |               | –' (e.d.) Nuhn Nico Koster 75' De Jong |
| 2e ronde                                               | Feijenoord                                                                       | 7 – 2 (4 – 0) | ONA                                    |
| 16 september 1956 Plaats: Rotterdam Stadion Feijenoord | Aad Bak –', 48' Wim de Kreek Coen Moulijn Daan den Bleijker Henk Schouten –', –' |               | –', –' Nico Koster                     |

## Statistieken ONA 1956/1957

### Eindstand ONA in de Nederlandse Tweede divisie B 1956 / 1957
| Stand | Gespeeld | Gewonnen | Gelijk | Verloren | Punten | Doelpunten voor | Doelpunten tegen |
| ----- | -------- | -------- | ------ | -------- | ------ | --------------- | ---------------- |
| 13e   | 28       | 8        | 7      | 13       | 21     | 55              | 77               |

### Topscorers
| #                | Naam                  | Goal |
| ---------------- | --------------------- | ---- |
| 1.               | Adrie van den Berg    | 18   |
| 2.               | Joop Christ           | 7    |
| 3.               | Nico Koster           | 6    |
| 4.               | Arie Hersche          | 5    |
| 4.               | Cor de Jong           | 5    |
| 4.               | Gerard Lingen         | 5    |
| 7.               | Arie IJsselstein      | 2    |
| 7.               | Chris Willemse        | 2    |
| 9.               | Cees de Jong          | 1    |
| 9.               | Gerrit Oudshoorn      | 1    |
| 9.               | Evert Ouweneel        | 1    |
| Eigen doelpunten |                       |      |
| 1.               | Piet Nijsse (DOSKO)   |      |
| 1.               | Bertus Sluijk (Zeist) |      |
| Totaal           | Totaal                | 55   |

| #              | Naam        | Goal |
| -------------- | ----------- | ---- |
| 1.             | Nico Koster | 3    |
| 2.             | De Jong     | 1    |
| Eigen doelpunt |             |      |
| 1.             | Nuhn (DHL)  | 1    |
| Totaal         | Totaal      | 5    |